# الأجنحة المنكسرة (فلم)
الأجنحة المنكسرة هو فيلمٌ جزائريٌ أُنتج عام 2007. وهناك مصادر تقول أن أنتج عام 2009.

## قصة الفيلم
مهدي (عادل حراث)، طفل فقير يعيش مع والدته بالتبني، قرب مكب للنفايات في حي عشوائي (أو حي قصديري) في ضواحي الجزائر العاصمة. يحاول مهدي أن يكسب عيشه مع أبيه بالتبني (أحمد بن عيسى) ببيع الأشياء المسترجعة.
ينتقل مهدي إلى العاصمة، ويبيع فيها السجائر، ثم يتلقي برجل وامرأته (سيد علي كويرات، وعايدة قشود)، يتبنيانه ويخففان من معاناته.